# Route nationale 7 (Madagascar)
La route nationale 7 (RN 7) è una strada statale del Madagascar che collega Antananarivo a Toliara.
Nel suo tragitto da nord a sud, lungo circa 900 km, tocca le città di Ambatolampy, Antsirabe, Ambositra, Ambohimahasoa, Ambalavao, Fianarantsoa, Ihosy, Sakaraha, attraversando la vasta regione degli altopiani centrali, tra le risaie e i caratteristici villaggi delle etnie Merina e Betsileo, per addentrarsi poi nelle aride regioni sud occidentali attraverso la foresta spinosa e i villaggi dei Bara, sino a raggiungere il mare a Toliara.
La strada, quasi interamente asfaltata, è molto frequentata dai turisti in quanto offre la possibilità di raggiungere, tra l'altro, il parco nazionale di Ranomafana, il parco nazionale di Andringitra, il parco nazionale dell'Isalo e il parco nazionale di Zombitse-Vohibasia.

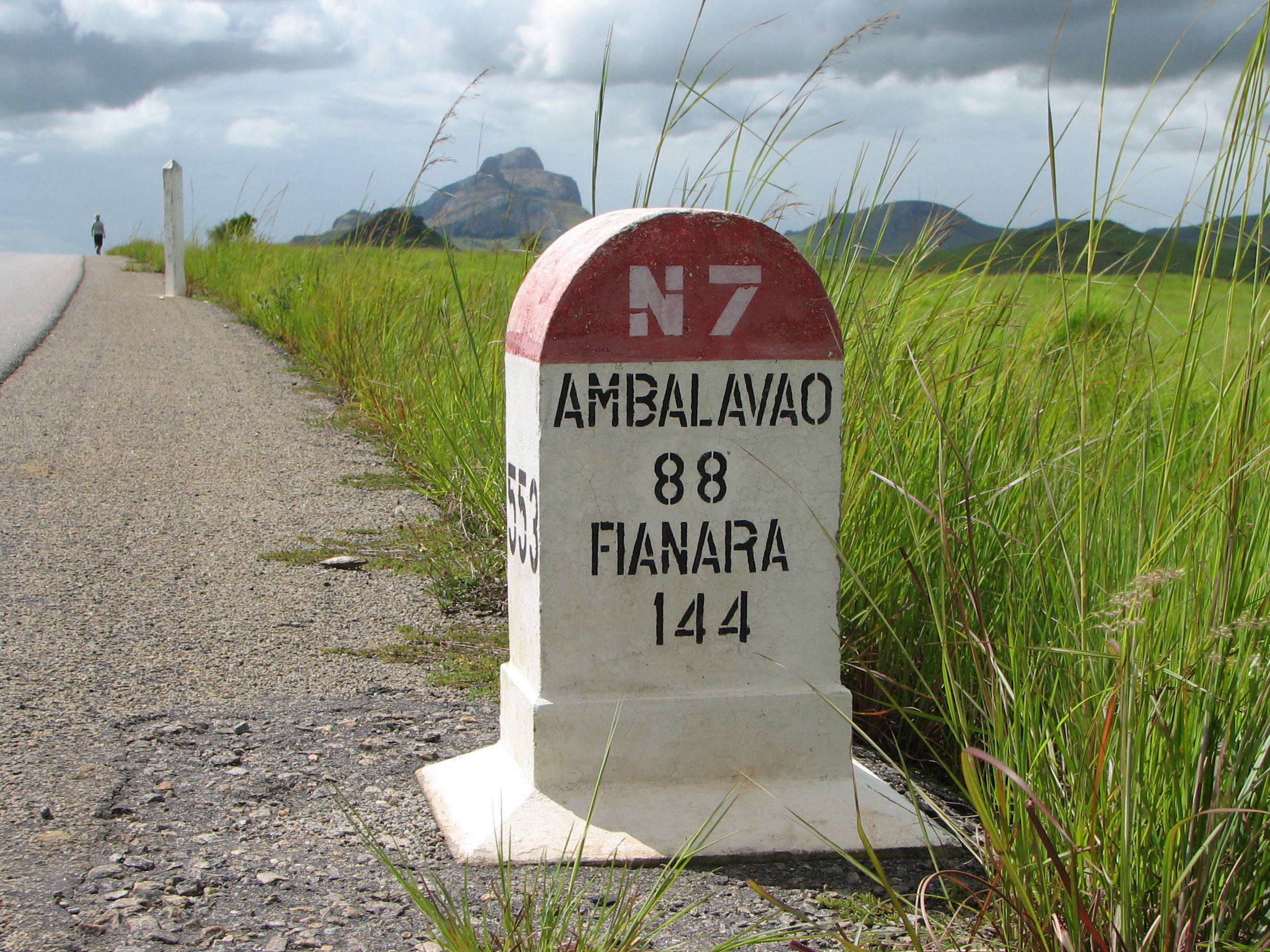
Pietra miliare sul ciglio della RN 7 a 88 km da Ambalavao
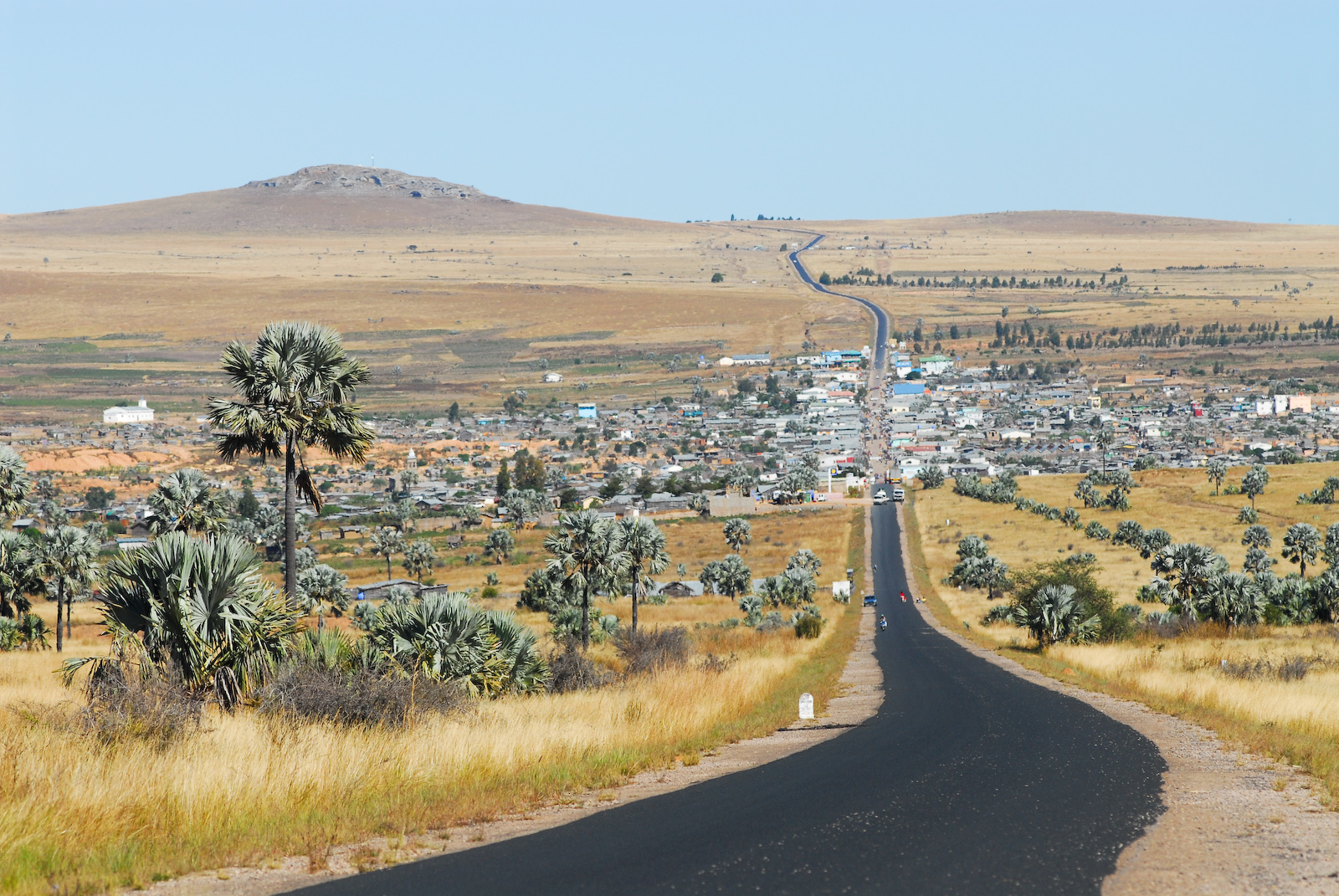
Ilakaka
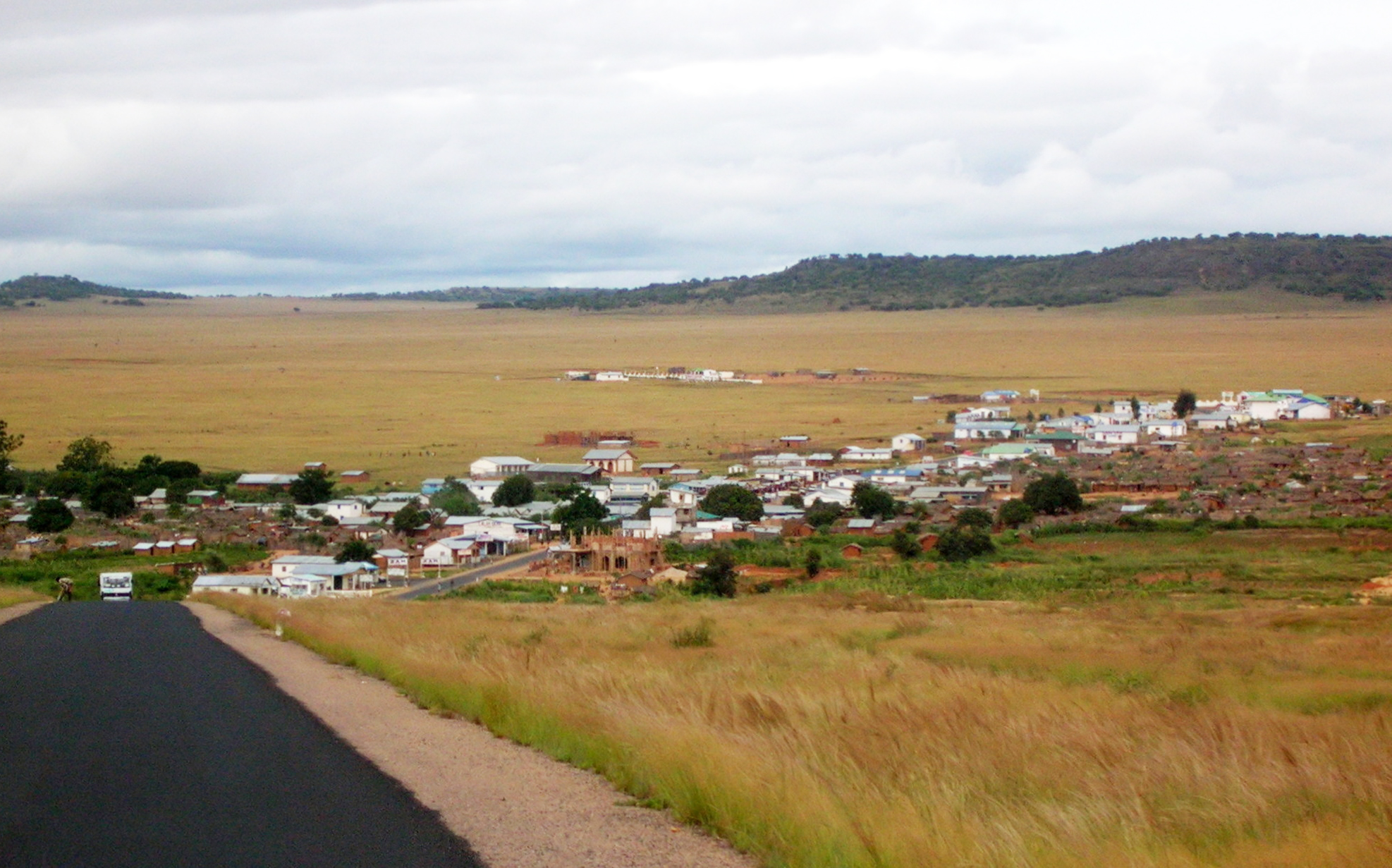
Manombo Sud